# HMS St Albans (1764)
HMS St Albans (1764) — 64-пушечный линейный корабль 3 ранга Королевского флота. Заказан 13 января 1761. Спущен на воду 12 сентября 1764 на частной верфи в Блэкуолл, Лондон. Головной корабль одноименного типа. Четвертый корабль, названный St Albans, в честь города Сент-Олбанс (Англия).
Участвовал в Американской революционной войне. 
1778 — был при Сент-Люсии. 
1781 — капитан Чарльз Инглис (англ. Charles Inglis), назначен в начале года. Весной сопровождал вице-адмирала Дарби в экспедиции по снабжению Гибралтара. 
В конце года получил приказ провести конвой в Вест-Индию, где присоединился к сэру Самуэлю Худу. 25 января 1782 шел головным в стычке с эскадрой де Грасса возле Бастер. 
Был при островах Всех Святых.
Участвовал во Французских революционных войнах. 7 мая 1794 вместе с HMS Swiftsure взял французский фрегат Atalante. Корвету Levrette удалось бежать.
После 1803 года превращен в плавучую батарею. Разобран в 1814.